# Лёгкие крейсера типа «Эрзац Зента»
Лёгкие крейсера типа «Эрзац Зента» — тип крейсеров, планировавшихся к принятию на вооружение Военно-морских сил Австро-Венгрии. Являлись развитием крейсеров типа «Адмирал Шпаун» и «Новара», ознаменовав собой переход от быстроходного флотского «скаута» к более хорошо вооружённому и сбалансированному лёгкому крейсеру. Всего в 1914-1917 годы планировалось построить 3 корабля данного типа, однако, в связи с началом Первой мировой войны закладка была отложена, так и не состоявшись впоследствии.

## История проектирования
Перед Первой мировой войной в Австро-Венгрии были спроектированы и построены 4 лёгких крейсера типов «Адмирал Шпаун» и «Новара». К моменту своего появления они являлись одними из лучших кораблей в своём классе. Тем не менее развитие военно-морской техники делало насущной проблему создания более мощных и сбалансированных кораблей.
Постройка 3 новых лёгких крейсеров была одобрена 28 мая 1914 года согласно тому же бюджету, что и предполагавшееся строительство линейных кораблей типа «Эрзац Монарх» («Улучшенный Тегетгоф»). Свои проекты представили конструкторы Питцингер, Морин и Фиала. Выбор в итоге пал на проект Фиалы, но начало войны заставило отложить планировавшуюся закладку первого и последующих кораблей серии.
В декабре 1915 года, после вступления в войну Италии, австро-венгерское военно-морское командование разработало ряд новых требований к крейсерам, вызванных к жизни уроками первого года боевых действий. Особенности Адриатического театра диктовали необходимость в наличии быстроходных, но в то же время сильно вооружённых крейсеров с артиллерией калибром в 190 и 150 мм, зенитными орудиями и хорошей поясной защитой. Однако в условиях военного времени (в том числе по причине призыва значительного числа высококвалифицированных рабочих судоверфей на фронт) австро-венгерская промышленность не смогла обеспечить выполнение всех судостроительных программ, в результате чего ни один крейсер данного типа не был заложен на стапеле.

## Список кораблей типа
| Название                  | Название в период постройки | Верфь-строитель | Закладка    | Спуск на воду | Принятие на вооружение | Вывод из состава флота/гибель | Судьба                 |
| ------------------------- | --------------------------- | --------------- | ----------- | ------------- | ---------------------- | ----------------------------- | ---------------------- |
| название не присваивалось | Kreuzer K, Ersatz Aspern    | -               | 1 июля 1914 | -             | 31 декабря 1916        | -                             | Закладка не состоялась |
| название не присваивалось | Kreuzer L, Ersatz Szigetvár | -               | 1 июля 1915 | -             | 31 декабря 1917        | -                             | Закладка не состоялась |
| название не присваивалось | Kreuzer M, Ersatz Zenta     | -               | 1 июля 1915 | -             | 31 декабря 1917        | -                             | Закладка не состоялась |